# Cristina Neagu
Cristina Georgiana Neagu (ur. 26 sierpnia 1988 w Bukareszcie), rumuńska piłkarka ręczna, reprezentantka kraju, występująca na pozycji rozgrywającej. Od sezonu 2013/14 występuje w czarnogórskiej Budućnost Podgoricy.
Dwukrotnie wybrana najlepszą piłkarką w Rumunii w 2009, 2010, 2015 i 2016 r. W 2010, 2015 i 2016 r. została wybrana najlepszą piłkarką ręczną na świecie.

## Sukcesy

### klubowe
Mistrzostwo Rumunii:
- (2010, 2011, 2012, 2013)
- (2008, 2009)

Puchar Rumunii:
- (2011)

Puchar Zdobywców Pucharów:
- (2008)

Liga Mistrzyń:
- 2015
- (2010[3]), (2014)

### reprezentacyjne
Mistrzostwa Świata:
- (2015)

Mistrzostwa Europy:
- (2010)

## Nagrody indywidualne
- 2010 – najlepsza lewa rozgrywająca mistrzostw Europy (Dania i Norwegia)
- 2010 – najlepsza strzelczyni mistrzostw Europy (Dania i Norwegia)
- 2014 – najlepsza lewa rozgrywająca Mistrzostw Europy (Węgry i Chorwacja)
- 2015 – najlepsza lewa rozgrywająca Ligi Mistrzyń
- 2015 – najlepsza strzelczyni Ligi Mistrzyń
- 2015 – najlepsza lewa rozgrywająca Mistrzostw Świata (Dania)
- 2015 – najlepsza strzelczyni Mistrzostw Świata (Dania)
- 2015 – MVP Mistrzostw Świata (Dania)
- 2016 – najlepsza lewa rozgrywająca Ligi Mistrzyń
- 2016 – najlepsza lewa rozgrywająca Mistrzostw Europy (Szwecja)

## Wyróżnienia
- 2009, 2010, 2015, 2016: najlepsza piłkarka w Rumunii
- 2010, 2015, 2016: najlepsza piłkarka ręczna na Świecie